# Gryon charon
Gryon charon är en stekelart som först beskrevs av Nixon 1950.  Gryon charon ingår i släktet Gryon och familjen Scelionidae. Inga underarter finns listade i Catalogue of Life.